# キーファー・サザーランドの ベイ・ボーイ
『キーファー・サザーランドの ベイ・ボーイ』（The Bay Boy）は1984年のカナダ、フランス合作映画。キーファー・サザーランドの初主演作品。キーファーは本作で、1985年ジニー賞の主演男優賞を獲得した。

## キャスト
- ドナルド・キャンベル：キーファー・サザーランド
- ジェニー・キャンベル：リヴ・ウルマン
- ウィル・キャンベル：ピーター・ドゥナット
- トム・コールドウェル巡査：アラン・スカーフ
- チェイソン神父：マチュー・カリエール
- チャーリー・マッキネス：クリス・ウィギンス
- マキノン神父：トーマス・ピーコック
- メアリー・マクニール：イザベル・メジア

## リリース
日本では劇場未公開。
VHS版が1988年11月2日ポニーキャニオンから発売された。
DVD版は未発売（2014年12月現在）。